# Primo Levi
Primo Levi (Turijn, 31 juli 1919 – aldaar, 11 april 1987) was een Joods-Italiaans schrijver van korte verhalen, romans, essays en gedichten. Hij was ook scheikundige en een van de overlevenden van Auschwitz.

## Leven
Levi was afkomstig uit een Joods middenklassegezin. Van een baby die vaak ziek was, groeide hij uit tot een levendige en pientere kleuter. Zijn ouders kregen twee jaar na zijn geboorte nog een tweede kind, Anna Maria, met wie hij zijn leven lang een warme band zou hebben. In zijn eerste schooljaren was Primo een geliefd kind. Dit veranderde naarmate hij ouder werd. Zijn kleine postuur, intelligentie en hekel aan sport waren enkele oorzaken waardoor Primo gepest werd. Bovendien keken klasgenoten op hem neer, omdat de familie Levi van Joodse afkomst was. Hoewel het gezin volledig geassimileerd was en de joodse wetten niet werden nageleefd – slechts de joodse feesten werden gevierd, niet uit religieuze overtuiging, maar om de familieband te versterken – werd Primo aangekeken op zijn Joodse achtergrond.
Als puber besloot Primo om chemicus te worden. Na de middelbare school ging hij scheikunde studeren aan de Universiteit van Turijn. Hij behaalde uitstekende resultaten, waardoor hij na zijn studie de kans kreeg om een proefschrift te schrijven. Doordat in het fascistische Italië de anti-Joodse sentimenten voortdurend sterker werden en vanaf 1938 antisemitische wetten van kracht werden, kreeg Levi na zijn promotie geen betrekking aan de universiteit. Ook buiten de academische wereld slaagde hij er niet in een baan te vinden. Dit maakte hem uiterst wanhopig. Al vanaf zijn kindertijd had hij met enige regelmaat met ernstige depressies te kampen. In psychisch opzicht was Levi verre van stabiel. Door het uitblijven van een vaste aanstelling werd hij wanhopig en verhevigde zijn depressie. Tegenover een vriend verklaarde hij zelfmoord te hebben overwogen. Uiteindelijk kon hij onder een valse naam aan de slag in een klein laboratorium.
In 1939 ontdekte Levi zijn liefde voor wandelen in de bergen. Samen met zijn vriend Sandro Delmastro bracht hij veel weekends door in de bergen van Piëmont. De fysieke inspanning, het risico en de strijd met de elementen die hier geleverd werd, waren voor hem een uitlaatklep voor alle frustraties in zijn leven. In juni 1940 verklaarde Italië de oorlog aan het Verenigd Koninkrijk en Frankrijk en de eerste luchtaanvallen op Turijn volgden al twee dagen later. Levi studeerde verder, maar kreeg een zware klap te verwerken toen bleek dat zijn vader darmkanker had.

## Tweede Wereldoorlog

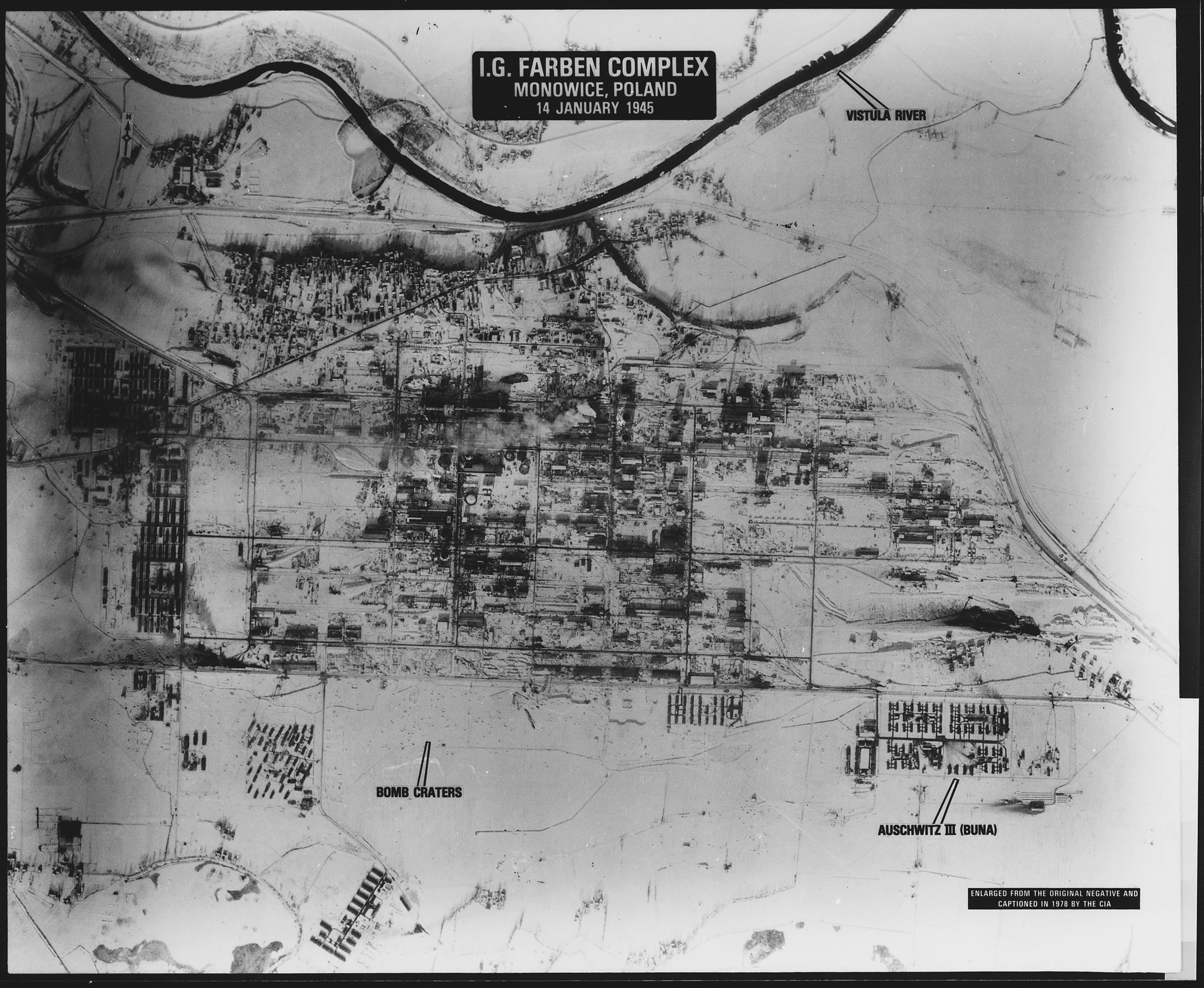
I.G. Farben Complex - Monowitz, Polen

Tijdens de Tweede Wereldoorlog kwam aan zijn werk in het laboratorium een einde, en Levi moest onderduiken. In de zomer van 1942 raakte hij betrokken bij het Italiaans verzet. Aanvankelijk kreeg hij slechts kleine taken toebedeeld, zoals het aanbrengen van de slogan Viva la pace (Leve de vrede) op bankbiljetten. Nadat Turijn een jaar later tot de Republiek van Salò, de fascistische Duitse marionettenstaat, ging behoren, sloot Levi zich aan bij een groep gewapende partizanen die zich Giustizia e Libertà ('Recht en Vrijheid') noemden. De eenheid waar hij terechtkwam had een slechte organisatiestructuur; de groep bestond voornamelijk uit studenten van wie de meesten nog nooit een wapen hadden gezien. Verraad door een infiltrant zorgde ervoor dat Levi, met enkele groepsgenoten, 's ochtends vroeg op 13 december 1943 werd gearresteerd; de meesten wisten echter naar de bergen te ontkomen. Nadat men erachter kwam dat Levi een Jood was werd hij naar het Durchgangslager (doorgangskamp) in Fossoli gebracht. Hiervandaan werd Levi op 22 februari 1944 als Jood en verzetsstrijder gedeporteerd naar Auschwitz, waar hij uiteindelijk terechtkwam in Auschwitz-Monowitz (Auschwitz III), een Arbeitslager (werkkamp) bij de Buna-fabriek van I.G. Farben, waar synthetisch rubber werd geproduceerd.
Levi werd met andere Joodse lotgenoten door de SS als dwangarbeider verhuurd aan de Bunafabriek waar hij als laborant ook in contact kwam met gewone 'civiele arbeiders'. Vergeleken met bijvoorbeeld slavenarbeid in de mijnen, waar de gemiddelde overlevingstermijn een maand was, was het laboratoriumwerk in de fabriek fysiek minder belastend. Levi overleefde Auschwitz, als een van de 20 van een groep van 650 Italiaanse Joden die deel hadden uitgemaakt van hetzelfde treintransport. Verschillende factoren hebben hem daarbij geholpen. Zo was hij als afgestudeerd scheikundige een zogenoemd 'bruikbare Jood' en kende hij een beetje Duits, destijds de taal van veel belangrijke scheikundeboeken. Daarnaast voorzag een Italiaanse metselaar, Lorenzo Perrone, een streekgenoot van Levi, hem dagelijks van een extra portie soep, die hij 's nachts voor Levi (en anderen) uit de keuken stal. Ten slotte was de door de Duitsers verloren slag bij Stalingrad in februari 1943 het keerpunt voor de nazibezetting van Europa: elf maanden na Levi's aankomst eind februari 1944, werd Auschwitz op 27 januari 1945 door het Rode Leger bevrijd.

## Na de Tweede Wereldoorlog
Over zijn tijd in het concentratiekamp schreef hij Se questo è un uomo (Is dit een mens), dat in 1947 verscheen. Het boek werd echter pas in 1958 bekend, toen het opnieuw werd uitgegeven door een grotere uitgever. In dit boek beschrijft Levi het leven in het kamp en hoe mensen zich gedragen onder extreme omstandigheden. De onderliggende vraag is voortdurend: is dit een mens? Die vraag geldt voor de onderdrukkers en de onderdrukten. De afstandelijke wijze waarop Levi het leven in Auschwitz beschrijft, maakte erg veel indruk.
De eerste Nederlandse druk kwam uit in 1963 onder de titel Eens was ik een mens (Arbeiderspers). Een heruitgave in 1987 had de titel Is dit een mens (Athenaeum). Deze vertaling was van Frida Vogels. De letterlijke vertaling van de Italiaanse titel is "Als dit een mens is", waarbij 'mens' ook 'man' kan betekenen.
In 1963 volgt het boek La Tregua (letterlijk: 'Het bestand'), in het Nederlands in 1966 vertaald als Het oponthoud en in 1988 in een nieuwe vertaling uitgebracht onder de titel Het respijt. La Tregua werd in 1997 verfilmd door Francesco Rosi met als titel La tregua. In de film speelt John Turturro de rol van Primo Levi. In Het respijt beschrijft Levi zijn terugtocht van Auschwitz naar Turijn na de bevrijding van het kamp. Het zou een lange treinreis met veel ontberingen worden, door het chaotische, ontwrichte Europa van vlak na de Duitse capitulatie. Op 19 oktober 1945 - na een reis van negen maanden - arriveert Levi in Turijn.
De trilogie met zijn oorlogsherinneringen werd afgesloten met I sommersi e i salvati. Dit boek verscheen in Italië in 1986 en werd in 1991 in het Nederlands vertaald onder de (letterlijk vertaalde) titel De verdronkenen en de geredden. Het boek is een bundeling van essays waarbij de vraag 'Wie overleefde en waarom?' centraal staat. Ook 'survivor guilt' en schaamte spelen een belangrijke rol in de bundel. Levi beschrijft de schaamte waarmee hij met zijn medegevangenen dikwijls machteloos gedwongen toeschouwer van vernederingen en wreedheden was, in een soort passieve, gedwongen medeplichtigheid.
Naast de drie oorlogsboeken, gebundeld onder de titel "De getuigenissen" schreef Levi nog tal van andere verhalen, gedichten en essays. Met Het periodiek systeem (1975, Nederlandse vertaling in 1987), schreef Levi een autobiografische (voor- en naoorlogse) aanvulling op de oorlogsboeken Is dit een mens en Het respijt. Ieder hoofdstuk van dit boek draagt de naam van een chemisch element uit het periodiek systeem, de chemische elemententabel van de Rus Dmitri Mendelejev. Het eerste hoofdstuk beschrijft bijvoorbeeld het Joods-Piëmontijnse milieu waarin Levi opgroeide en draagt de naam van argon, in de scheikunde de naam van een edelgas dat weinig reactief is. Levi maakt dit edelgas daarmee symbool en metafoor voor het tamelijk geïsoleerde bestaan van het Joodse volksdeel in het negentiende en vroeg-twintigste-eeuwse Piëmont. In opeenvolgende chronologische hoofdstukken komen daarna achtereenvolgens aan de orde: zijn studietijd in de late jaren dertig onder het Italiaans fascisme dat Italië al sinds de Mars op Rome (1922) in zijn greep had; vervolgens de, door de anti-Joodse Rassenwetten van 1938, moeizame zoektocht naar een betrekking als Joods afgestudeerd chemicus, zijn arrestatie als verzetsstrijder, en zijn naoorlogse professionele leven.
Te midden van de hoofdstukken met overwegend chronologische non-fictie, bevat het boek ook enkele novellen. Overigens keert de metaforische relatie tussen hoofdstuktitel en inhoud uit het eerste hoofdstuk niet terug in de rest van het boek; in de resterende twintig hoofdstukken is er een directe materiële relatie tussen hoofdstuktitel en inhoud. In het hoofdstuk 'waterstof' vindt een kleine waterstofexplosie plaats door een mislukte proef, in het hoofdstuk 'arsenicum' moeten Levi en zijn compagnon in hun kleine professionele laboratorium een verdacht pak suiker onderzoeken op de aanwezigheid van dit gif, in het hoofdstuk 'goud' komt de net gearresteerde Levi in een politiebureau in de Italiaanse Alpen in gesprek met een gearresteerde bergpas-smokkelaar, die zomers als goudzoeker zijn kostje verdient en die spoedig, anders dan Levi, weer op vrije voeten zal zijn als hij maar bereid is een deel van zijn smokkelwaar aan de plaatselijke politiebeambten af te staan.

## Overlijden
Levi overleed op 67-jarige leeftijd. Hij kwam ten val in een trappenhuis en viel enkele verdiepingen naar beneden. Over de manier waarop Levi stierf zijn de meningen verdeeld. Was het een ongeluk of zelfmoord? Levi-vertaler Reinier Speelman houdt het op een noodlottige val, maar anderen menen dat Levi sprong omdat hij zijn herinneringen niet meer aankon. Bovendien, zo stelt zijn vriend Ferdinando Camon, had hij zijn levenswerk met I sommersi e i salvati voltooid.

## Werk (selectie)
- Se questo è un uomo (1947, heruitgave in 1958, vertaling in het Nederlands uitgebracht in 1963, titel Eens was ik een mens, heruitgave in 1987, titel Is dit een mens)
- La Tregua (1963, vertaling in het Nederlands uitgebracht in 1966, titel Het oponthoud, nieuwe vertaling uitgebracht in 1988, titel Het respijt)
- Storie naturali (1966, onder het pseudoniem Damiano Malabaila)
- Vizio di forma (1971)
- Il sistema periodico (1975, in 1987 in het Nederlands vertaald onder de titel Het periodiek systeem)
- La chiave a stella (1978, vertaald onder de titel De kruissleutel)
- Lilit e altri racconti (1981, vertaling: Lilith: verhalen)
- La ricerca delle radici (1981)
- Se non ora, quando? (1982, vertaling: Zo niet nu, wanneer dan?)
- I sommersi e i salvati (1986, vertaling in het Nederlands uitgebracht in 1991, titel De verdronkenen en de geredden)
- Alle verhalen (Amsterdam, Meulenhof, 2000)
- Auschwitz-rapportage (geschreven samen met Leonardo de Benedetti, Amsterdam, Meulenhof, 2008)

## Secundaire literatuur
- Primo Levi. Themanummer Bzzlletin (literair magazine), nr. 194, maart 1992.